# Eva König

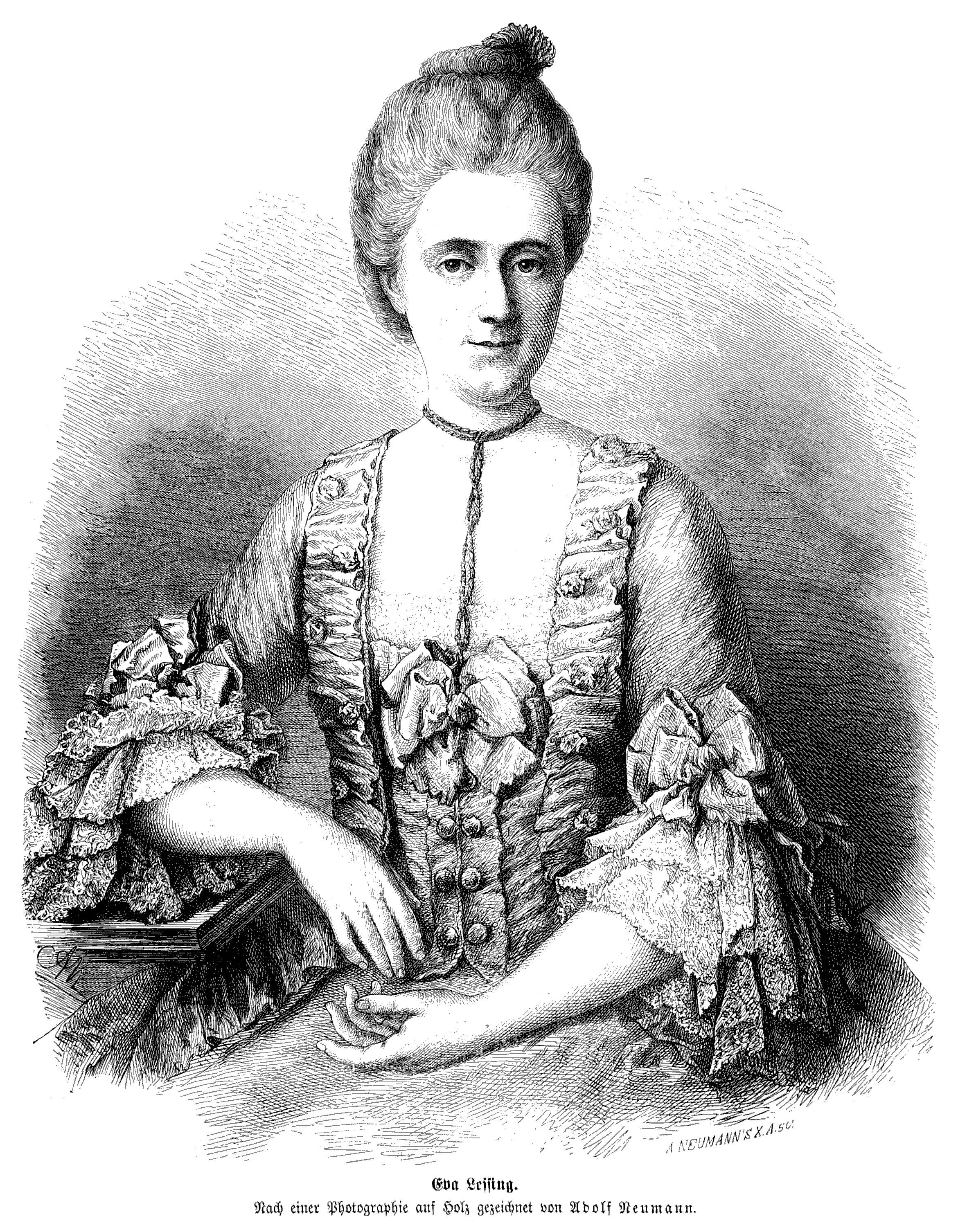
Eva Lessing

Eva Catharina König (* 22. März 1736 in Heidelberg; † 10. Januar 1778 in Wolfenbüttel), geborene Hahn, war ab 1776 als Eva Lessing die Ehefrau von Gotthold Ephraim Lessing.

## Leben
Eva König wurde als Tochter des Kauf- und Handelsherrn Heinrich Caspar Hahn und seiner Ehefrau Eva Catharina, geb. Gaub, in Heidelberg geboren. Über die Familie Hahn, ihre Vermögensverhältnisse usw. war bereits Ende des 19. Jahrhunderts nichts mehr bekannt. Jedoch kann aus der Stellung von Evas Brüdern geschlossen werden, dass ihre Familie „in ziemlichem Wohlstande gelebt habe“. Eva hat ihren Vater früh verloren und muss diesen Verlust schmerzlich empfunden haben, schrieb sie doch an Lessing: „Sie haben ein Glück gehabt, das wenig Menschen zu Theil wird: Ihren Vater so lange zu behalten, bis es nach dem Laufe der Natur fast nicht mehr möglich war. Ich Unglückliche habe den meinigen gar nicht gekannt.“
Im Jahre 1756 heiratete sie den Hamburger Seiden- und Tapetenhändler Engelbert König, dem sie sieben Kinder gebar, von denen vier überlebten. Der Dichter Gotthold Ephraim Lessing lernte die Familie 1767 in Hamburg kennen und wurde Pate des am 19. Oktober 1768 zu St. Nikolai getauften Friedrich Wilhelm König. Der als „Fritz“ bekannte spätere Stiefsohn Lessings wurde der letzte Vikar am Dom St. Blasii in Braunschweig, wo er am 2. Oktober 1855 starb und neben seinem Stiefvater, dessen Grab als verschollen galt und 1833 von Carl Schiller wiedergefunden wurde, auf dem Magnifriedhof beigesetzt wurde.
Nach dem Tod von Engelbert König am 20. November 1769 in Italien kümmerte sich Lessing um die Witwe und die Freundschaft mündete Anfang 1771 in eine Verlobung. Wegen des Nachlasses ihres Mannes musste Eva König mehrmals für längere Zeit nach Wien. Sie verkaufte schließlich die Manufakturen ihres verstorbenen Mannes, um sich und die Kinder finanziell abzusichern. Lessing reiste 1775 mit dem Prinzen Leopold nach Italien. Der Kontakt der beiden während der Verlobungszeit bestand hauptsächlich aus dem bekannten Briefwechsel. Erst am 8. Oktober 1776 konnten sie in Jork (bei Hamburg) heiraten. Eva Lessing zog mit ihrem Ehemann nach Wolfenbüttel, wo sie am 25. Dezember 1777 den gemeinsamen Sohn Traugott zur Welt brachte, der jedoch noch am selben Tag starb. Eva Lessing starb kurz darauf, am 10. Januar 1778, am Kindbettfieber, eine Folge der Zangengeburt. Sie wurde am 12. Januar 1778 auf dem Bürgerkirchhof („Alter Gotteslagersche Kirchhof“) in der Nähe der St.-Trinitatiskirche Wolfenbüttel beigesetzt. Nachkommen ihrer Tochter Amalie („Malchen“) König, die Familie Henneberg, ließ 1929 einen Gedenkstein errichten, da die genaue Ruhestätte nebst Grabstein nicht mehr aufzufinden war.